# منطقه حفاظت‌شده فیله‌خاصه
منطقهٔ حفاظت‌شدهٔ فیله‌خاصه یک منطقهٔ حفاظت‌شده با مساحت ۵۴۲۵۵ هکتار است که در استان زنجان در ایران قرار دارد. این منطقهٔ حفاظت‌شده طبق مصوبهٔ شمارهٔ ۷۹۶ در تاریخ ۹۹/۱۱/۰۶ در فهرست مناطق تحت حفاظت سازمان محیط زیست ایران قرار گرفت.